# Cordylostigma cicendioides
Cordylostigma cicendioides är en måreväxtart som först beskrevs av Karl Moritz Schumann, och fick sitt nu gällande namn av Groeninckx och Steven Dessein. Cordylostigma cicendioides ingår i släktet Cordylostigma och familjen måreväxter. Inga underarter finns listade i Catalogue of Life.